# Walter Boyce
Pour les articles homonymes, voir Boyce.
Walter Boyce (né le 29 octobre 1946) est un ancien pilote de rallyes canadien d'Ottawa, puis de Munster (Ontario).

## Biographie
Il disputa son premier rallye avec son frère Harry comme copilote, en 1967, dans la Mercury Comet de leur mère.
Débutant rapidement en septembre 1969 en championnat national, il disputa alors 21 épreuves (pour 10 victoires) jusqu'en mars 1971. En 1972 sa première Toyota est un modèle Tezik.
Il est, jusqu'à présent, le seul pilote canadien à jamais avoir remporté une épreuve du WRC (sa dernière course dans ce championnat datant de 1986, au Rallye Olympus), et le pilote nord-américain ayant marqué le plus de points en WRC.
Il demeure le Président du Outaouais Valley Autosport Club.

## Palmarès
- Champion d'Amérique du Nord des conducteurs du Groupe A classe FIA (2RM): 1986;

### Victoire en WRC
- Sur 6 épreuves WRC disputées:

| Année | Épreuve                       | Vainqueur    | Copilote   | Voiture        |
| ----- | ----------------------------- | ------------ | ---------- | -------------- |
| 1973  | 25eRallye Press on Regardless | Walter Boyce | Doug Woods | Toyota Corolla |

- - 3e en 1974 du Rallye de Rideau Lakes, avec le britannique Stuart Gray, sur Toyota Celica;
  - 8e (1977) et 10e (1978) du Critérium du Québec, avec son compatriote Robin Edwards, sur  Triumph TR7, puis Saab 99 EMS.

### Résultats en IMC
- - 3e en 1972 du Rallye Press on Regardless, avec D.Woods, sur  Toyota Tezik (Championnat International des Marques).

### Championnat du Canada des Rallyes
Quintuple vainqueur consécutif (seulement dépassé 25 années plus tard (en 1999) par Frank Sprongl au nombre de titres):
| Année | Pilote       | Copilote   | Marque/Véhicule        |
| ----- | ------------ | ---------- | ---------------------- |
| 1970  | Walter Boyce | Doug Woods |                        |
| 1971  | Walter Boyce | Doug Woods |                        |
| 1972  | Walter Boyce | Doug Woods |                        |
| 1973  | Walter Boyce | Doug Woods |                        |
| 1974  | Walter Boyce | Doug Woods | Toyota Celica Champion |

- Champion du Canada des conducteurs de voitures de Production A (Trophée Andy Browning): 1981.

### Quelques Victoires et places d'honneurs notables
- Canadian Winter Rally: une fois victorieux (année ?);
- Golden Triangle Rally (nommé Rallye de Rideau Lakes en WRC): une fois (copilote D.woods);
- 1973: Rocky Mountain Rally (1re édition - Toyota Corolla; copilote D.Woods);
- 1977: Rallye Perce Neige (Toyota Corolla; copilote D.Woods);
- 1985: Cannonball Run (SCCA - USA);
  - 3e du P.O.R. en 1969.

## Distinctions
- Grand Maître des Rallyes du Canada (2920 pts (>2000));
- 7 février 2004: introduit au Canadian Motorsport Hall of Fame.